# Daniel Beretta
Daniel Beretta (* 24. Dezember 1946 in Audincourt; † 23. März 2024 in Ajaccio, Korsika) war ein französischer Komponist, Sänger, Schauspieler und Synchronsprecher.

## Leben
Beretta begann in frühester Kindheit, musikalische Erfahrungen zu machen. Besonders interessierte er sich für Musiktheorie und Klavierspiel. In Montbéliard nahm er Schauspielunterricht; von 1964 bis 1966 studierte er am Petit Conservatoire de la Chanson. Mit Richard de Bordeaux, den er dort kennenlernte, formierte er ein Duo und gab zahlreiche Konzerte auf Bühnen und gelegentlich in Fernsehshows. 1966 schrieb er das Stück Copain clopants, in dem er auch ein Jahr lang die Hauptrolle spielte. Zwei Jahre später engagierte ihn Marcel Camus für seinen Film Un été sauvage.
Etliche Auftritte in anderen Filmen, aber in erster Linie in Musicals bildeten den Schwerpunkt von Berettas Schaffen Ende der 1960er und zu Beginn der 1970er Jahre. Anschließend widmete er sich stärker der Musik. Als Interpret nahm er für ihn komponierte Stücke von Paul McCartney auf (u. a. mit Ennio Morricone). Als Autor schrieb er für Nino Ferrer, Jean-Noel Dupré, Mireille Mathieu und etliche andere Künstler. Daneben komponierte er ausgiebig für die Bühne. 1988 erhielt er schließlich die Goldene Palme für die beste Filmmusik beim Festival d’Antibes.
In Deutschland und Belgien gab Beretta Gastspiele als Darsteller; als Synchronsprecher war er seit 1987 die französische Stimme Arnold Schwarzeneggers und synchronisierte zahlreiche andere Filme. Er sprach Programmansagen für den Science-Fiction-Kanal Frankreichs, synchronisierte für Videospiele und war von 2000 bis 2008 die Stimme des Radios RFM.
Beretta starb im März 2024 im Alter von 77 Jahren.

## Filmografie (Auswahl)
- 1968: Un été sauvage
- 1971: Dans la poussière du soleil
- 1988: Faceless (Les prédateurs de la nuit)